# Geocaching
A geocaching (IPA: [ˌdʒiːəˈkæʃɪŋ], magyarosan: [ˈɡɛokɛʃiŋ], ejtsd: geokesing, a görög geo = föld és az angol cache = rejtekhely szavakból) szabadidős tevékenység, természetbarát hobbi, játék, mely a kincskeresés ősi szenvedélyére alapozva egyesíti a modern technikát (GPS, Internet) a természetjárással, a turizmussal és az ismeretterjesztéssel.

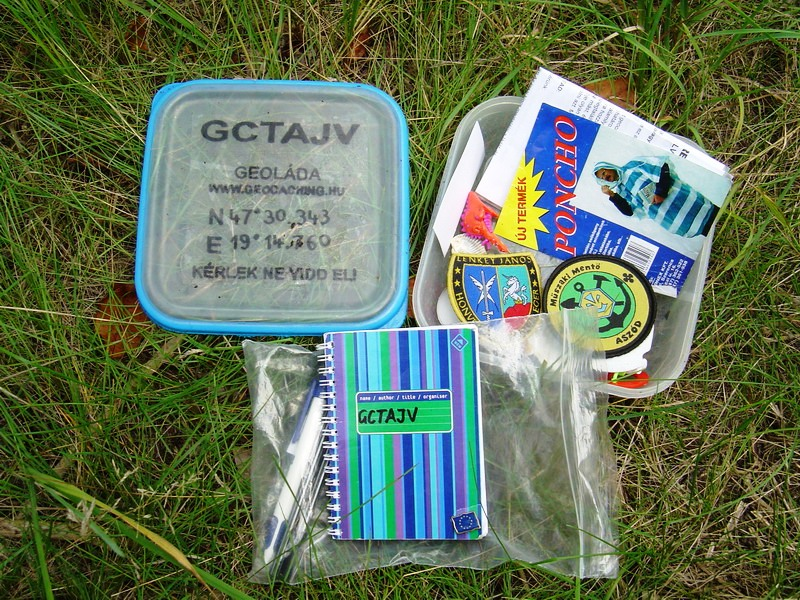
A GCTAJV geoláda a cinkotai erdőben

A geocaching 2000. május 3-án indult, ekkor rejtette el Dave Ulmer az első ládát az Amerikai Egyesült Államokban, miután május elsején a GPS-rendszerből eltávolították a szelektív zavarást. Maga a játék mintegy 150 éves múltra tekint vissza (lásd: letterboxing), ekkor még csak a földrajzilag nevezetes pontokról szóló írásbeli közlésekre hagyatkoztak a játékosok. A geocaching ettől az alapjátéktól a GPS-eszköz intenzív használatában különbözik, ugyanis az elrejtett ládát a nyilvánosságra hozott földrajzi koordinátái alapján GPS-eszközzel lehet a legkönnyebben megközelíteni. A GPS-eszköz azonban nem feltétlenül szükséges a játékhoz, hagyományos térképpel is lehet eredményesen játszani. Érdemes megemlíteni, hogy a GPS-eszköz használata egyúttal nem jelenti a láda automatikus és könnyű megtalálását, mivel egyrészt a szabadidős GPS-készülékek általában több méteres hibahatárral mérnek, másrészt a láda elhelyezője és a további játékosok igyekszenek a ládát elrejteni.

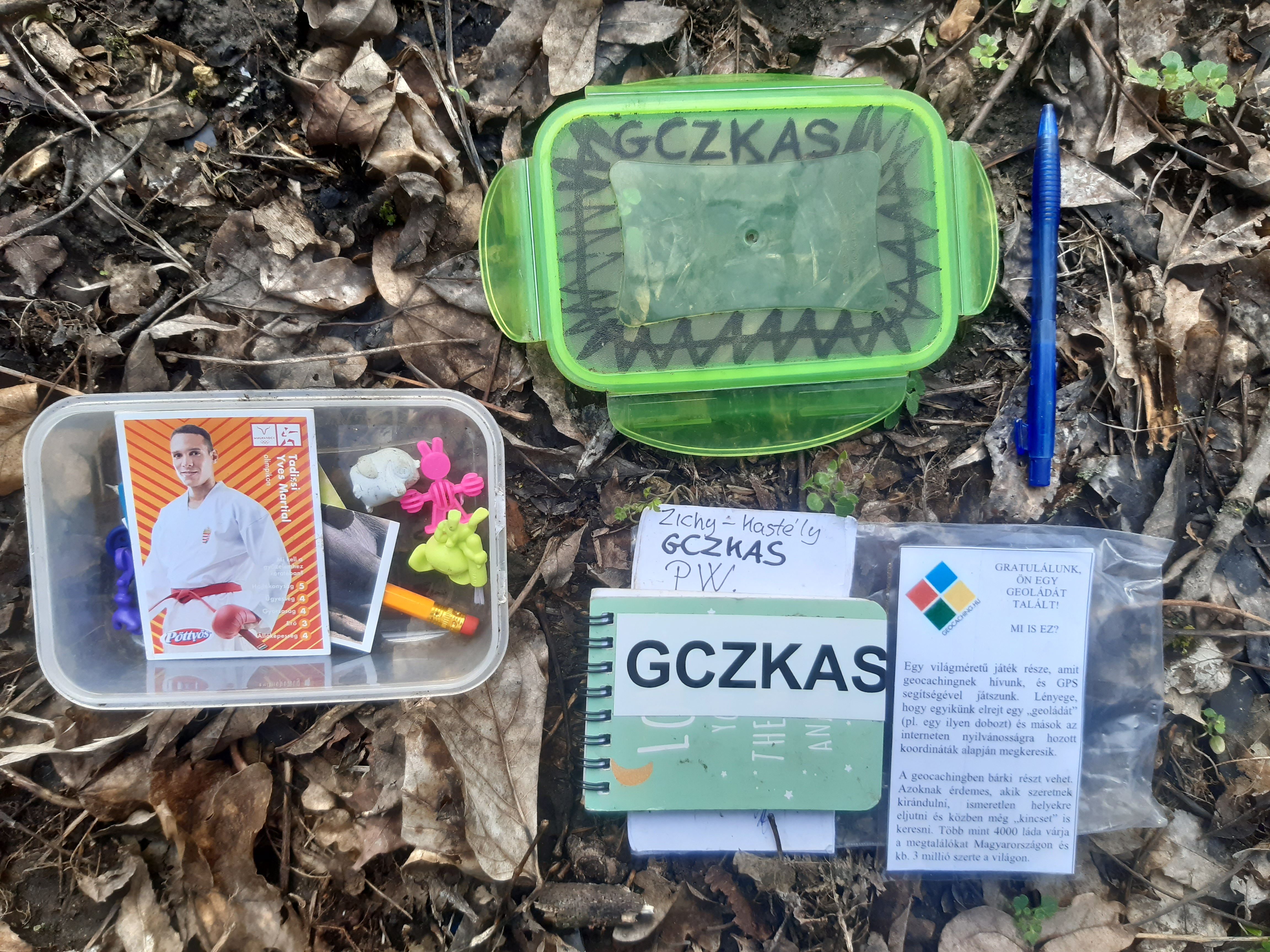
A GCZKAS geoláda a zichyújfalui kastélyerdőben

A játékot ma már a világ számos országában művelik. Magyarországon 2001. június 24-én helyezték el az első ládát; számuk 2021 júniusában elérte a 4800-at.

## A játék lényege
A geocaching játékban már kellő jártassággal rendelkező személyek egy valamilyen szempontból (földrajzi, történelmi, kulturális stb.) érdekesnek tartott helyszínen, vagy annak közelében elrejtenek egy ládát (ez a geoláda), melynek helyét GPS-vevőkészülék segítségével bemérik, majd a koordinátáit - a helyszín leírásával együtt - közzéteszik a játék internetes honlapján. A játék többi résztvevője a koordináták alapján ezt a rejtekhelyet keresi meg, feljegyzi a ládában található jelszót, amelynek segítségével rögzítheti a megtalálás tényét a honlapon. A bejelentkezéskor mindenki közkinccsé teheti a keresés közben szerzett személyes tapasztalatait, valamint a helyszínnel kapcsolatos ismereteit, és az ott készített fotóit is; ezáltal a honlap az évek során egy hatalmas, több ezer ember által szerkesztett, folyamatosan bővülő online útikönyvvé válik, ahol érdekességek sokasága lelhető fel a föld természeti és kulturális értékeiről.
A játék hazai képviselője a Magyar Geocaching Közhasznú Egyesület (MGKE), amely Magyarország hivatalos geocaching honlapját üzemelteti.
A játékban mindenki részt vehet, aki a szabályzatban foglaltakat elfogadja, és önmagára nézve kötelezőnek tartja. A játékból való kizárás egyetlen oka a szabályzat szándékos megsértése lehet.

### Különbségek
A hazai és a nemzetközi honlap között több eltérés is van. Noha a geocaching játék alapvetően nemzetközi, Magyarországon, a gyakorlatban, két síkban folyik:
- Elsődlegesen nemzeti szinten, amelynek során a láda adatai az MGKE által üzemeltetett magyar nyelvű honlapon kerülnek közzétételre,[4] és ugyanitt történik a megtalálás bejelentése is. Előnye a magyar nyelv, a részletes leírás és az, hogy az itt megjelenő geoládák szinte kivétel nélkül valamilyen érdekes vagy látványos helyszínen találhatók, hátránya viszont, hogy a honlap külföldiek részére is csak magyarul hozzáférhető. A legfontosabb eltérés, hogy a nemzetközin nem ismerik a jelszó intézményét, ott csak a leírás, illetve a fényképek bizonyítják a megtalálást; a magyar oldalon viszont csak a jelszó ismeretében lehet bejelenteni a találatot.

- Másodsorban nemzetközi szinten, melynek során a játék hivatalos, számos nyelven elérhető honlapján lehet az elrejtett láda adatait közzétenni,[5] és a megtalálásokat bejelenteni. A Magyarországon elrejtett geoládák közel fele e honlapon is megtalálható. Előnye, hogy a láda adataihoz külföldiek is könnyen hozzáférhetnek, és azt felkereshetik, hátránya viszont, hogy rendkívül nagy számú olyan geoláda jelenik meg a nemzetközi játékban, amelyek helyszíne, környezete egy átlagos turista számára semmi jelentőséggel, semmilyen szépséggel nem bír.

A két honlap között közvetlen átjárás, adatátvitel nincs, mindegyiken külön-külön kell regisztrálni és az adatokat felvinni.

## Ládatípusok
A rejtekhelytől és az elérni kívánt céltól függően különféle ládatípusokat különböztethetünk meg:

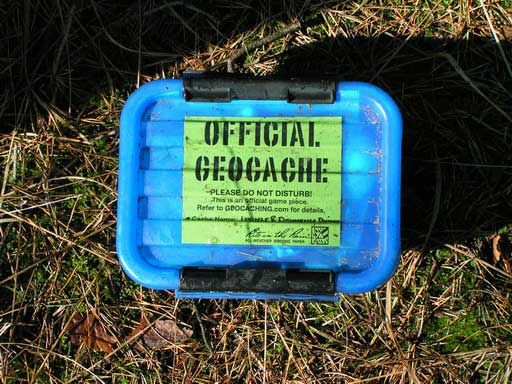
Egy hivatalos geoláda Hollandiában

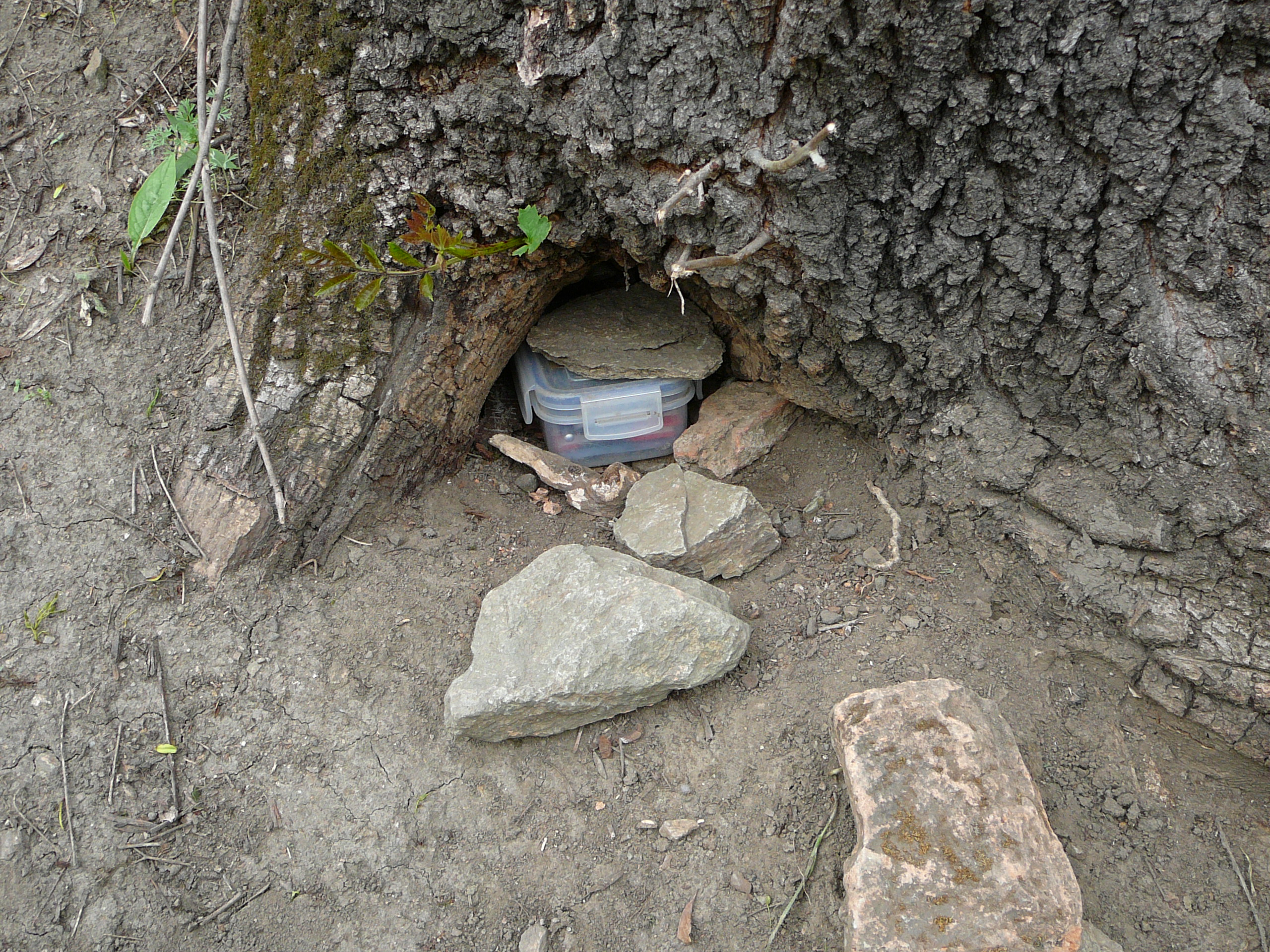
Fa gyökeréhez rejtett geoláda

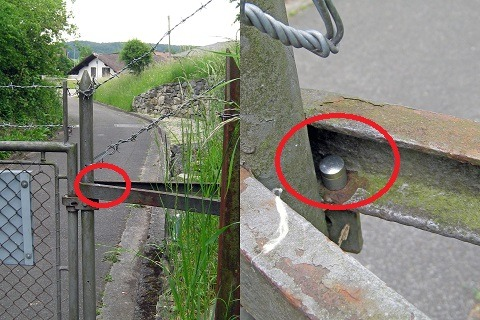
Trükkös miniláda

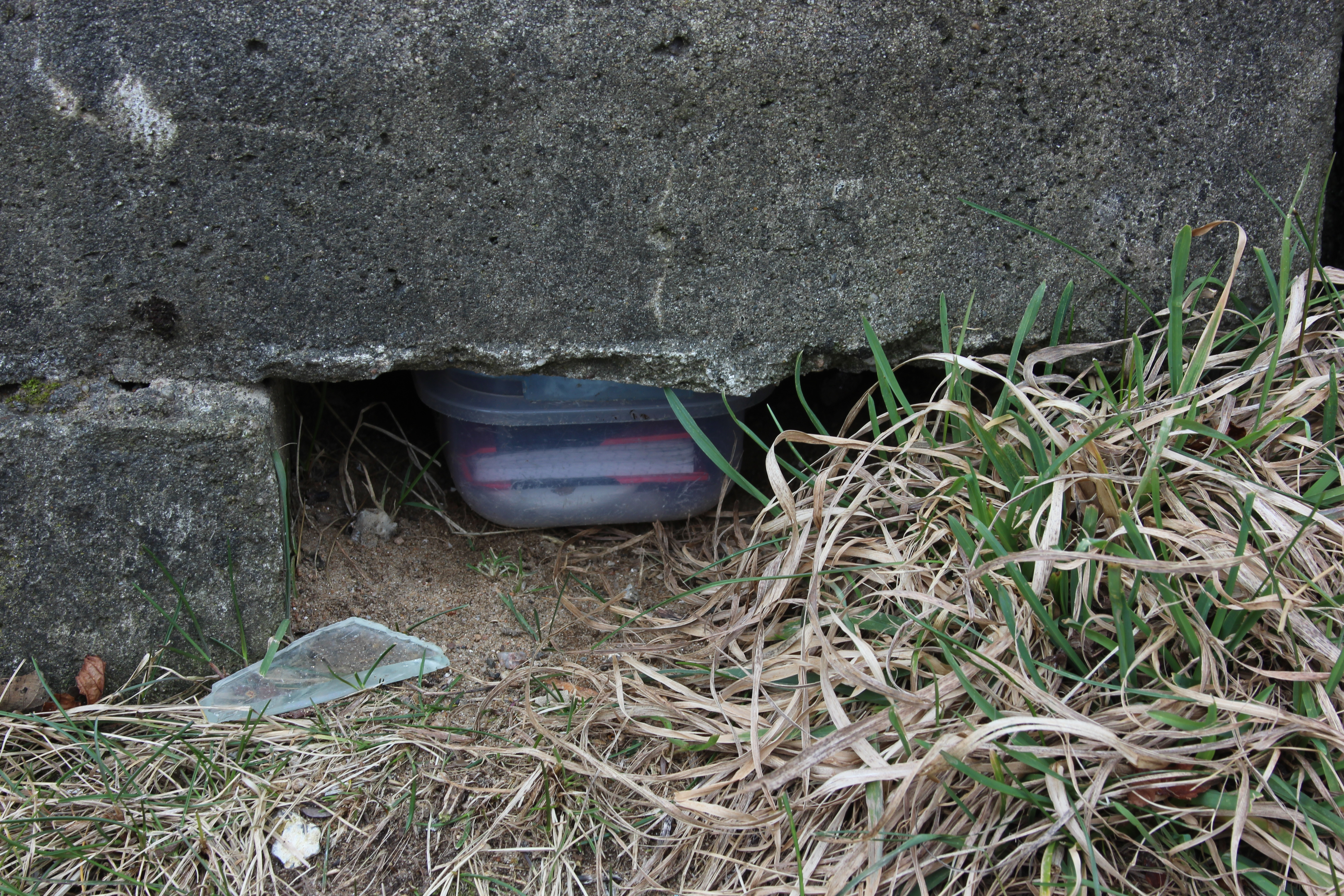
Geoláda a kő alatt

### Hagyományos geoláda
A hagyományos geoláda egy vízhatlan (eredetileg élelmiszertároló) doboz, benne egy szabvány magyar és angol nyelvű üzenet a véletlenül megtalálók részére, egy naplófüzet (logbook) és egy íróeszköz, valamint kisebb ajándékok (kincsek), melyek a megtalálót illetik, de ezt csak akkor illik elvinni, ha ő maga is hozott magával másikat, amivel kicseréli. Így a következő sikeres játékosoknak sem kell üres kézzel távozniuk. (A játék honlapján megtalálható a láda mérete, ami a cserélendő ajándékok mérete szempontjából hasznos adat). A ládába tilos élelmiszert, édességet, csokit stb. helyezni, mert ezek egyrészt hűtés nélkül idővel tönkremennek, másrészt odavonzzák a közelben élő állatokat, amik megrongálhatják a ládát vagy annak környékét.
A naplófüzet tartalmazza a láda adatait: nevét, rövidített nevét, földrajzi koordinátáit, az elrejtő személyét, a rejtés idejét, továbbá egy jelszót. A füzetbe röviden fel kell jegyezni a megtalálás pontos idejét, körülményeit és a megtaláló nevét. A jelszó feljegyzése és az ajándékcsere után a ládát vissza kell rejteni, lehetőleg úgy, hogy a közelben tartózkodók ne szerezzenek tudomást róla.

### Virtuális geoláda
Virtuális geoládát általában akkor „telepítenek”, ha az egyébként érdekes helyen nem lehet rongálás nélkül (vagy nem szabad - például műemlék esetén) biztonságosan ládát rejteni. Ekkor a terepen leolvasható vagy megfejthető jelszó jelenti a kincs megtalálását.

### Multi geoláda
A multi geoláda több, egymással szerves vagy logikai kapcsolatban lévő helyeken elhelyezett virtuális és hagyományos ládák összessége. Annak érdekében, hogy a játékosok a multi geoláda minden helyszínét felkeressék, az egyes helyeken jelszórészleteket, vagy a következő állomáshely(ek) koordinátáit kell megtalálniuk.

### Mozgó geoláda
A mozgó geoláda olyan hagyományos láda, amely állandóan változtatja a helyét az adott tematika szerint. (Például kálváriakutató mozgó geoláda a kálváriákat keresi fel hazánk területén.) A láda aktuális koordinátáit a játék honlapjáról lehet megtudni. E ládatípusnál többször is lehet „megtaláltam” bejegyzést tenni (loggolni), de nem egymást követően. Megtalálás bejelentése után lehet a ládaoldalt szerkeszteni, ahol meg kell majd adni az új koordinátát, és az új jelszót. Ez a típus csak a nemzeti (magyar) honlapon található meg, a nemzetközin nem.

### Esemény geoláda
A fentieken felül létezik a geoládáknak egy speciális változata is, az esemény geoláda. Ezt a típust kizárólag a játék magyar honlapja (geocaching.hu) telepítheti, mivel ezek csak az általa szervezett események alkalmával születnek. Ugyanakkor bárki kezdeményezhet ötletes, értelmes, geocaching-eseményekhez köthető eseményláda-telepítést.

### Utazó Ügynök

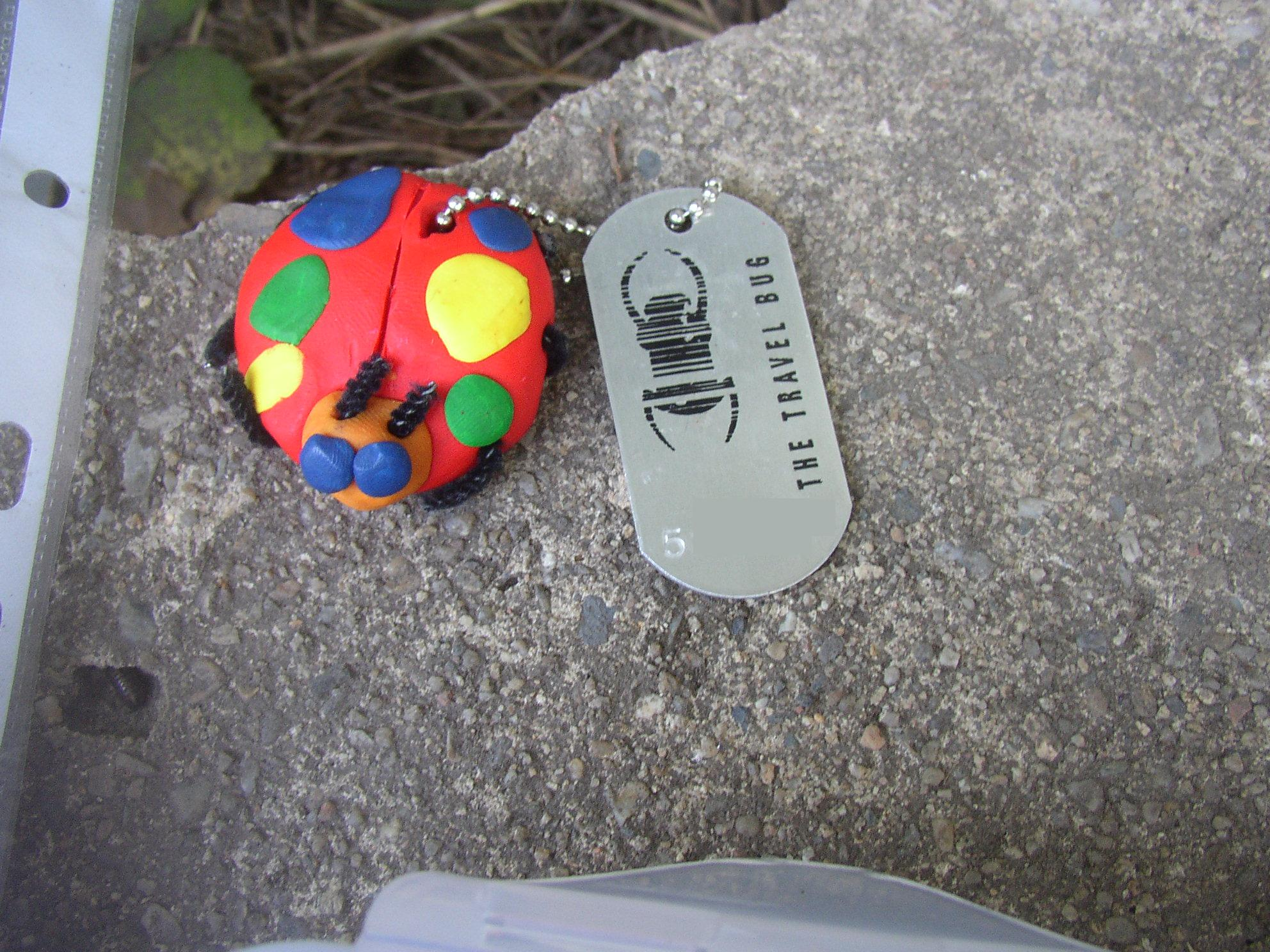
Egy Kanadából indult, házi készítésű Utazó Ügynök (Csehország, 2006)

A geoládában találhatunk egy hatjegyű azonosítóval ellátott, leginkább egy hagyományos „dögcédulára” hasonlító Bogarat (Travel Bug), egy Utazó Ügynök kíséretében. Az Utazó Ügynök bármilyen kis tárgy (plüssállat, kulcstartó, matchbox, műanyag figura, stb) lehet. Egy tárgy attól lesz Utazó Ügynök, hogy egyrészt ilyen azonosítója van, másrészt valamilyen céllal „utazik”, ezért a megtalálók az elérendő cél érdekében ládáról ládára viszik. Az ügynök útraindítójának szándéka szerint az utazás célja bármi lehet: egy bizonyos (vagy minél több) ország, esetleg földrész felkeresése, valamilyen irányba történő haladás, vagy a lehető legmesszebbre való eljutás, stb. A Bogár, illetve az Utazó Ügynök megtalálását és áttelepítését a nemzetközi geocaching-honlap „Track Travel Bugs” menüpontján rögzítik, így mozgásuk térképen követhető.

## Néhány tudnivaló
Hogy megtudjuk, hol található geoláda a közelünkben, vagy a felkeresni kívánt térségben, el kell látogatni a játék honlapjára, ahol egy térképen kikereshetjük a megfelelő adatokat. A könnyebb azonosítás érdekében a rejtekhelyeknek rövid (maximum 6 karakterből álló) nevet adnak, melynek első két betűje kötelezően GC (geocaching), például: GCNULL, a „0” kilométerkő.
Noha egyes rejtekhelyek (elsősorban virtuális geoládák) a honlap leírása, illetve a már megtett bejegyzések alapján is felkereshetők és sikerrel megtalálhatók, a játékhoz ajánlott egy műholdas helymeghatározó készülék (GPS). A technika fejlődésének köszönhetően ma már okostelefonnal is lehet geoládát keresni, hiszen vannak rá geocaching-alkalmazások. Az elrejtett geoláda koordinátái WGS84 rendszerben, fok és három tizedes pontosságú szögperc formátumban vannak megadva, s kötelezően jelzik a tengerszint feletti magasságot is. A felkeresendő helyek adatai a megfelelő honlapon találhatók, különböző típusú GPS-készülékre letölthető formátumokban.
Amennyiben a geoláda meglelését interneten is be kívánjuk jelenteni, a rejtekhellyel, annak környezetével kapcsolatban megjegyzést kívánunk tenni, esetleg fotókat feltölteni, vagy magunk is geoládát akarunk telepíteni, néhány személyes (azonban, ha kívánjuk, védett) adat megadásával regisztrálni szükséges magunkat. A regisztráció után saját felhasználói néven tehetünk bejegyzéseket. A regisztrálást mind a magyar, mind pedig a nemzetközi honlapon külön-külön szükséges elvégezni.
A magyar oldalon ládát az a regisztrált játékos rejthet, akinek legalább 75 hagyományos, vagy hagyományos ládát is tartalmazó multiláda találata van. A benyújtott ládakihelyezési tervezetek moderálásra kerülnek, amelynek során megvizsgálják, hogy megfelel-e az előírásoknak, érdekes-e a hely, nem esik-e magán-, vagy védett területekre; ez utóbbi esetén az egyesület eljár a magyar szakhatóságoknál az engedélyezés ügyében. A geocaching.hu oldalra nem csak hazánk közigazgatási területén, hanem a következő szélességi és hosszúsági körök által közrefogott területen belülre rejtett geoládákat lehet bejelenteni: 09°31'K - 29°44'K - 51°04'É - 41°50'É. Az országhatáron kívüli rejtés esetén a magyar és angol nyelvű mellé egy, az adott ország hivatalos nyelvén írt üdvözlőszöveget is a ládába kell helyezni. Geoládát csak oda célszerű telepíteni, ahol utána a rejtő számára az esetleges karbantartás sem okoz problémát.